# Adriano da Costa Macedo
Adriano da Costa Macedo GCC • ComA • GOA (Tomar, Santa Maria dos Olivais, 21 de Março de 1870 — Lisboa, 30 de Maio de 1938) foi um oficial do Exército Português, onde atingiu o posto de coronel de artilharia.

## Biografia
Exerceu diversas funções políticas de relevo, entre as quais as de governador civil do Distrito de Castelo Branco, presidente da Câmara Municipal de Lisboa e Ministro do Interior (25 de janeiro de 1927 a 26 de agosto de 1927) no governo presidido por Óscar Carmona.
A 17 de Maio de 1919 foi feito Comendador da Ordem Militar de São Bento de Avis, a 5 de Outubro de 1928 foi elevado a Grande-Oficial da mesma Ordem e a 4 de Novembro de 1931 foi agraciado com a Grã-Cruz da Ordem Militar de Nosso Senhor Jesus Cristo.